# 布尔马基诺
布尔马基诺（羅馬化：Burmakino）是俄罗斯雅罗斯拉夫尔州的市级镇，为该州涅克拉索夫斯科耶区第二大市级镇，仅次于区行政中心涅克拉索夫斯科耶。地处雅罗斯拉夫尔州东部，位于区行政中心涅克拉索夫斯科耶南偏西、州府雅罗斯拉夫尔东南方，东侧靠近该州与科斯特罗马州的州界。镇内设有同名铁路车站，位于雅罗斯拉夫尔－涅列赫塔线上。
该地2022年人口有2,211人；2010年人口2,945；2002年人口3,389；1989年人口3,800。